# Волгенче
Волгенче («молния») — почитаемый дух марийского пантеона.

## Описание и функции
Волгенче (ср. фин. valkea, светлый) выступал либо как самостоятельный бог молнии, брат-близнец бога грома Кӱдырчӧ-Юмо (кӱдырчӧ — заимствование из тюркского), либо как отдельное божество грозы. Часто функции Волгенче приписывались Юмо. При помощи молнии Юмо сбрасывает на землю «молниевы камни». Считалось, что их нельзя потушить водой — только молоком или сывороткой. Соответствующий женский персонаж — Волгенче-ньё, мать молнии. По сообщению С. К. Кузнецова, бог грома ходил несколько впереди бога молнии и ударял по облакам, в то время как его брат выбрасывал огненные стрелы.

## Мифы
В одном из мифов молния образуется, если потянуть «молниев шнур». Выполнять эту обязанность Юмо ставит покойников. Из-за этого у одного покойника обгорает рука, и он просит во сне варежки у родственников. В предании о потопе Кӱдырчӧ отождествляется с Юмо. Юмо уходит, чтобы пригнать тучу, и оставляет вместо себя мальчика, которому наказывает не прикасаться к серебряному посоху и бочке с водой. Когда приблизится туча, мальчик должен взять ложку, зачерпнуть из бочки и плеснуть на землю сначала каплю, потом две, потом три, потом целую ложку, а немного погодя полный ковш. Но мальчик ослушивается Юмо и льёт воду ковшом, а потом и вовсе опрокидывает бочку. Оттого и происходит на земле потоп.

## Семья
Соответствующий женский персонаж — Волгенче-ньё, мать молнии.

## Культ
В священной роще Волгенче посвящали дуб, обращаясь к нему с просьбой оберегать от молнии зелёные плоды и рыбу. Кӱдырчӧ посвящали высокую сосну в священной роще. Его считали покровителем земледелия, поскольку он посылал дождь, давал плодородие земле и охранял домашний скот. В жертву богам молнии и грома приносили гнедую лошадь.